# John Storey (Ruderer)
John Storey (* 19. Juli 1987 in Cambridge, England) ist ein neuseeländischer Ruderer.
Storey begann 2003 mit dem Rudersport. 2009 gewann er bei den U23-Weltmeisterschaften die Goldmedaille im Vierer mit Steuermann. 2010 trat Storey erstmals im Ruder-Weltcup an. Bei den Weltmeisterschaften 2010, die daheim auf dem Lake Karapiro stattfanden, belegte er mit dem neuseeländischen Doppelvierer den siebten Platz. Ein Jahr später ruderte er bei den Weltmeisterschaften in Bled auf den zehnten Platz im Doppelvierer. Bei den Olympischen Spielen 2012 in London erreichte Storey mit dem neuseeländischen Doppelvierer den siebten Platz. 
Nach einem Jahr Pause für seinen Studienabschluss kehrte Storey 2014 in den Doppelvierer zurück, bei den Weltmeisterschaften in Amsterdam belegte das Boot den zwölften Platz. 2015 folgte ein neunter Platz bei den Weltmeisterschaften auf dem Lac d’Aiguebelette. Bei den Olympischen Spielen 2016 belegte der neuseeländische Doppelvierer den zehnten Platz.
2017 bildete Storey zusammen mit Christopher Harris einen Doppelzweier. Die beiden gewannen bei den Weltcupregatten in Posen und Luzern und siegten schließlich auch bei den Weltmeisterschaften in Sarasota. 2018 belegten die beiden zweimal den vierten Platz im Weltcup. Bei den Weltmeisterschaften in Plowdiw gewannen sie Bronze hinter den Franzosen und den Schweizern.
Der 1,86 m große Storey startet für den Avon Rowing Club in Christchurch.